# 589
589(오백팔십구)는 588보다 크고 590보다 작은 자연수다.

## 수학
- 합성수로, 그 약수는 1, 19, 31, 589다. 진약수의 합은 51이므로, 589는 부족수다.
- {\displaystyle 589=193+197+199}
  - 연속하는 세 소수(素數)의 합으로 나타낼 수 있으며, 이 성질을 지닌 앞의 수는 581, 다음 수는 607이다.

## 과학
- NGC 589(독일어판, 프랑스어판): 고래자리 방향에 있는 렌즈형은하.

## 교통
- 589번 니가타현도(일본어판)

## 군사
- U-589(영어판): 제2차 세계 대전에 사용된 나치 독일의 군용 잠수함.

## 문화유산
- 대한민국의 보물 제589호: 강현 초상

## 기타
- 연도: 589년, 기원전 589년